# Енссен, Лейф
Лейф Гёран Енссен (норв. Leif Gøran Jenssen, род. 19 марта 1948 года) — норвежский тяжелоатлет, олимпийский чемпион 1972 года. Первый и единственный призёр Олимпийских игр в тяжёлой атлетике в истории Норвегии.
Родился в 1948 году в Фредрикстаде. В 1970, 1971 и 1974 годах завоёвывал серебряные медали чемпионата мира. В 1972 году на Олимпийских играх в Мюнхене стал обладателем золотой медали; в этом же году стал серебряным призёром чемпионата Европы. В 1971 году был избран в Норвегии спортсменом года.
Анаболические стероиды были запрещены в спорте в январе 1973 года, до этого Енссен не скрывал их применение, в том числе во время Олимпийских игр 1972 года. В частности речь шла о применении метандиенона. Лейф также утверждал, что 49 из 50 лучших тяжелоатлетов мира того времени применяли стероиды. Енссен утверждал, что невозможно было выиграть олимпийское золото 1972 года без применения стероидов, но, если бы никто их не применял, то он бы тоже выиграл Олимпиаду.